# Sianggunan (Sosopan)
Sianggunan is een bestuurslaag in het regentschap Padang Lawas van de provincie Noord-Sumatra, Indonesië. Sianggunan telt 271 inwoners (volkstelling 2010).